# 17e Pantserdivisie (Duitsland)
De Duitse 17e Pantserdivisie (Duits: 17. Panzer-Division) was een Duitse pantserdivisie die in 1940 werd gevormd uit de 27e infanteriedivisie. De divisie vocht in de centrale sector aan het oostfront van juni 1941 tot november 1942. Daarna werd ze naar het zuiden gedirigeerd. Daar nam ze deel aan een mislukte poging om troepen te bevrijden in Stalingrad. Ze trok daarna door Oekraïne en Polen om de oorlog te beëindigen in Oost-Duitsland.

## Commandanten
- Generalmajor Karl Ritter von Weber (1 november, 1940 – 17 juli, 1941)
- General der Panzertruppen Wilhelm Ritter von Thoma (17 juli, 1941 – 15 september, 1941)
- Generaloberst Hans-Jürgen von Arnim (15 september, 1941 – 11 november, 1941)
- Generalleutnant Rudolf-Eduard Licht (11 november, 1941 – 10 oktober, 1942)
- General der Panzertruppen Fridolin von Senger und Etterlin (10 oktober, 1942 – 16 juni, 1943)
- Generalleutnant Walter Schilling (16 juni, 1943 – 21 juli, 1943)
- Generalleutnant Karl-Friedrich von der Meden (21 juli, 1943 – 20 september, 1944)
- Generalmajor Rudolf Demme (20 september, 1944 – 2 december, 1944)
- Oberst Albert Brux (2 december, 1944 – 19 januari, 1945)
- Generalmajor Theodor Kretschmer (1 februari, 1945 – 8 mei, 1945)

## Inzet
- Duitsland: november 1940 - juni 1941
- Oostfront: centrale sector: juni 1941 - november 1942
- Oostfront: zuidelijke sector: november 1942 - maart 1944
- Oostfront: centrale sector: maart 1944 - augustus 1944
- Polen: augustus 1944 - maart 1945
- Het oosten van Duitsland: maart 1945 - mei 1945

## Slagorde
Divisiestaf
- Staf
- Afdeling Militaire kaarten en geografie
- Afdeling Militaire politie
- Beveiligingscompagnie

39e Panzerregiment
- Regimentstaf
- 2 Bataljons
- Pantser-onderhoudscompagnie

40e Panzergrenadierregiment
- Regimentstaf
- 3 Bataljons
- Geniecompagnie
- Infanterie (eigen aandrijving)

27e Pantserverkenningsbataljon
- Bataljonstaf
- Stafstafcompagnie
- Verkenningscompagnie
- 2 x Verkenningscompagnie (halftrack)
- 1 x Zware Verkenningscompagnie (halftrack)
- Verkenningsbevoorradingscompagnie

297e Flakbataljon (=Flieger Abwehr Kanone = luchtdoelgeschut)
- Bataljonstaf & Stafbatterij
- 2 x Flakbatterij zwaar
- 1 x Flakbatterij licht

27e Pantserverbindingsbataljon
- Stafstafcompagnie
- Telefooncompagnie
- Radiocompagnie
- Signaalcompagnie

27e Pantsergeniebataljon
- Bataljonstaf (Halftrack)
- 2 x Geniecompagnie
- 1 x Geniecompagnie (Halftrack)
- Ondersteunings- & bevoorradingstroepen